# Messor wasmanni
Messor wasmanni es una especie de hormiga del género Messor, subfamilia Myrmicinae. 

## Distribución
Esta especie se encuentra en Bulgaria, Croacia, Francia, Grecia e Italia.